# Metallseifen
Als Metallseifen werden Salze der Fettsäuren sowie Salze von Harz- und Naphthensäuren mit Metallen unter Ausschluss der Natrium- und Kaliumsalze bezeichnet. Die wasserlöslichen Fettsäuresalze von Natrium und Kalium werden Natrium- oder Kaliumseifen genannt und dort beschrieben.

## Eigenschaften
Metallseifen sind schlecht löslich in Wasser, jedoch gut in organischen Lösungsmitteln wie Benzol oder fetten Ölen. Sie haben meist kolloidale und grenzflächenaktive Eigenschaften und dienen daher als Emulgatoren für Wasser-in-Öl-Emulsionen (W/O-Emulsionen). Sie werden als Zusätze für Schmiermittel und für W/O-Emulsionen im kosmetischen Bereich eingesetzt. Metallseifen dienen als Trennmittel oder Rieselhilfen im Verlauf von technischen Prozessen bzw. als Hilfsmittel für deren Produkte. Einige Metallseifen haben katalytische Eigenschaften und werden als Farbbindemittel oder als Aktivatoren z. B. bei der Kautschuk-Vulkanisation verwendet.
| Beispiele für Metallseifen                                                                          | Beispiele für Metallseifen                                                                             |
| --------------------------------------------------------------------------------------------------- | --- |
| | |
| Beispiel Zinkseife: Hydrophober Alkylrest (links) und blau hinterlegte hydrophile Carboxylatgruppe. | Beispiel Lithiumseife: Hydrophober Alkylrest (links) und blau hinterlegte hydrophile Carboxylatgruppe. |

## Herstellung
Metallseifen werden technisch aus den Alkali- oder Ammoniumseifen durch Fällung mit den entsprechenden anorganischen Metallsalzen oder durch Umsetzung von Carbonsäuren mit Metallhydroxiden oder -oxiden hergestellt.

### Technisch wichtige Carbonsäuren
Die Salze basieren oft auf höheren (langkettige) Fettsäuren, wie Stearinsäure, Palmitinsäure und Laurinsäure, und ungesättigten Fettsäuren, wie Linolensäure und Ölsäure. Daneben werden auch Hydroxycarbonsäuren, wie Ricinolsäure und deren hydrierte Form 12-Hydroxystearinsäure, eingesetzt. Metallseifen können auch auf Naphthensäuren, Tallöl und Harzsäuren basieren.

## Verwendung
- Calciumstearat ist die Basis des Staufferfetts, das als Schmier- und Dichtungsfett verwendet wird. Calciumstearat wird auch zum Härten von Wachskerzen verwendet. Als Eindicker in Schmierfetten werden oft Lithiumseifen verwendet.
- Metallseifen dienen als Trenn- und Gleitmittel in der Kunststoffverarbeitung.
- Zur Trockenimprägnierung in der chemischen Reinigung werden Metallseifen verwendet.
- Aluminiumstearat, Magnesiumstearat und Zinkstearat dienen als pharmazeutischer Hilfsstoff zur Herstellung von Salben, Pulvern und Tabletten.
- Aluminiumseifen wurden als Verdickungsmittel bei der Herstellung des Kampfstoffes Napalm eingesetzt.
- Zuschlag für Silikonfette.
- Metallseifen werden als Sikkativ (Trockenstoff) für Ölfarben zur Polymerisation der Lacke verwendet. Hier werden Cobalt-, Mangan- und Bleiseifen eingesetzt. Für die Kautschuk-Vulkanisation werden Zinksalze wie Zinkstearat verwendet.
- Kupfernaphthenate werden als Holzschutzmittel eingesetzt.